# ダニエル・オパレ
ダニエル・オパレ（Daniel Tawiah Opare, 1990年10月18日 - ）は、ガーナの首都アクラ出身のサッカー選手。ポジションはDF。

## 経歴

### クラブ
2008年よりレアル・マドリード・カスティージャでプレーした。2010年7月3日、ベルギーのスタンダール・リエージュに移籍した。
2015年8月13日、FCアウクスブルクに移籍した。
2017年、RCランスにレンタル移籍した。
2018年1月にクラブに無断でシャルケ04の関係者と面会したことによって、2018年2月にアウクスブルクからの契約延長のオファーが撤回され、クラブから追放処分を受けた。
2018年7月11日、ロイヤル・アントワープFCに移籍した。
2020年6月11日、SVズルテ・ワレヘムと2年契約を結んだ。

### 代表
ガーナ代表として、アフリカ U-17選手権2007に出場し、FIFA U-17ワールドカップにも出場した。

## 所属クラブ
- アシャンティ・ゴールドSC 2006-2007
- CSスファクシアン 2007-2008
- レアル・マドリード・カスティージャ 2008-2010
- スタンダール・リエージュ 2010-2014
- FCポルト 2014-2015

→ ベシクタシュJK 2015（loan）
- FCアウクスブルク 2015-2018

→ RCランス 2017（loan）
- ロイヤル・アントワープFC 2018-2020
- SVズルテ・ワレヘム 2020-2022
- RFCスラン 2022-

## 代表歴

### 出場大会
- ガーナ代表
  - 2014 FIFAワールドカップ

### 試合数
- 国際Aマッチ 20試合 0得点（2011年-2018年）[5]

| ガーナ代表 | 国際Aマッチ | 国際Aマッチ |
| 年         | 出場        | 得点        |
| ---------- | ----------- | ----------- |
| 2011       | 7           | 0           |
| 2012       | 3           | 0           |
| 2013       | 5           | 0           |
| 2014       | 2           | 0           |
| 2015       | 0           | 0           |
| 2016       | 0           | 0           |
| 2017       | 2           | 0           |
| 2018       | 1           | 0           |
| 通算       | 20          | 0           |